# La Roue
La Roue er en fransk stumfilm fra 1923 af Abel Gance.

## Medvirkende
- Séverin-Mars som Sisif
- Ivy Close som Norma
- Gabriel de Gravone som Elie
- Pierre Magnier som Jacques de Hersan
- Max Maxudian
- Georges Térof som Machefer